# Norovirus-Ausbruch 2012

Inzidenz: Erkrankungsfälle (n=10.950) pro 100.000 Einwohner unter 18 Jahren nach Bezirk.
< 150
150–411
412–691
692–1,376
> 1,376

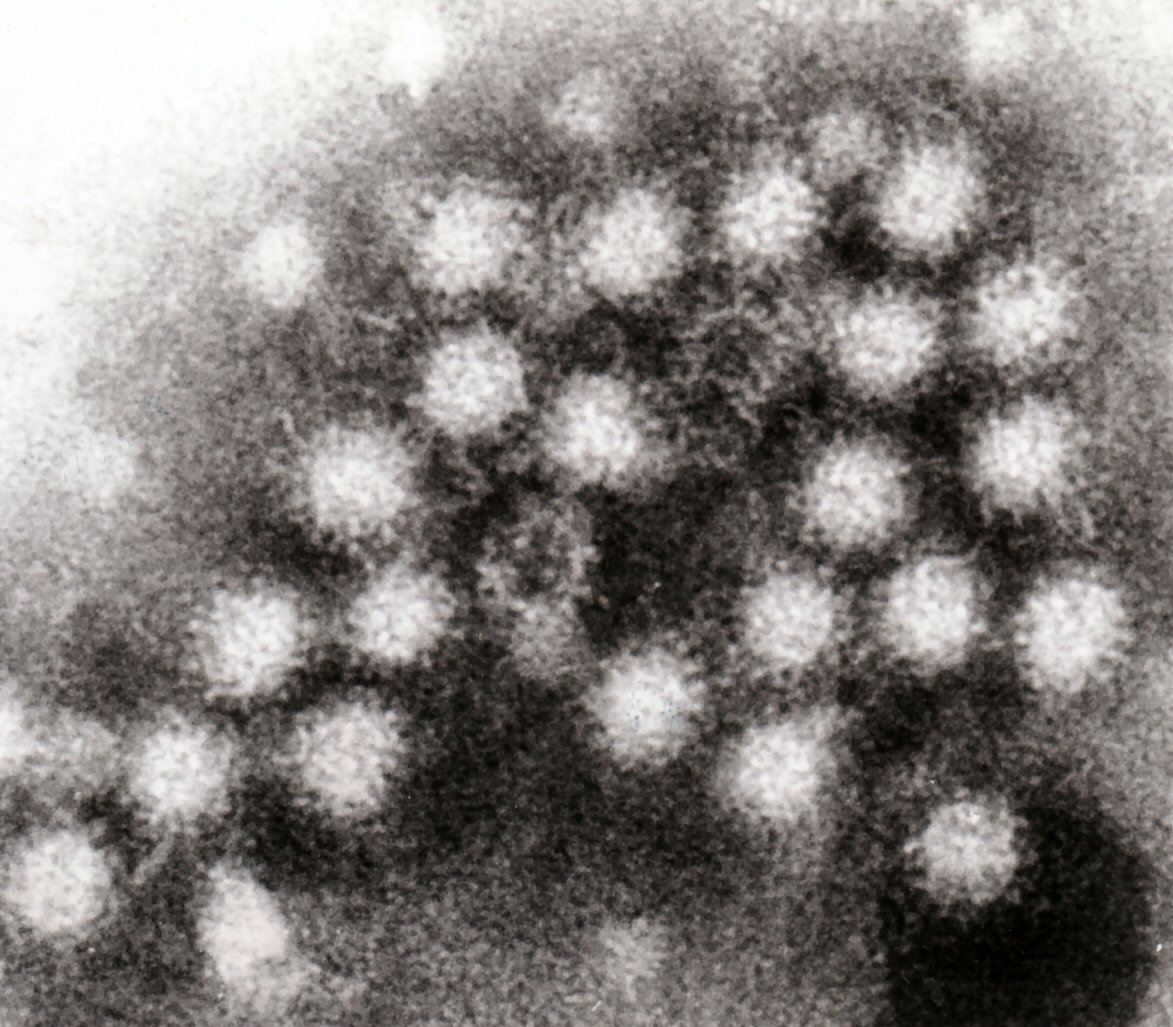
Wenige Nanometer große Noroviruspartikel in Fäzes dargestellt mit einem Transmissionselektronenmikroskop

Die kontaminierte Charge TK-Erdbeeren entstammte der chinesischen Provinz Shandong.

Der Norovirus-Ausbruch 2012 war der bis dahin größte lebensmittelbedingte Krankheitsausbruch in Deutschland. Es kam zu knapp 11.000 Erkrankungsfällen mit Brechdurchfall in den Bundesländern Berlin, Brandenburg, Sachsen, Sachsen-Anhalt und Thüringen. Betroffen waren vorwiegend Kinder und Jugendliche, die über eine Gemeinschaftsverpflegung versorgt wurden. Humane Noroviren konnten als Krankheitserreger identifiziert und auf Tiefkühl-Erdbeeren zurückverfolgt werden.

## Ausgangssituation
Durch Lobbyarbeit des Bundesverband der obst-, gemüse- und kartoffelverarbeitenden Industrie wurde zum 18. April 2007 ein Antidumpingzoll abgeschafft, der zuvor Importe tiefgekühlter Erdbeeren aus den Hauptlieferländern China und Marokko in die EU bremste. China war zum Zeitpunkt der Epidemie der zweitgrößte Lieferant von Tiefkühl-Erdbeeren nach Deutschland mit 31.200 Tonnen im Wert von fast 33 Millionen Euro. Der Kilopreis war im Jahr 2011 um 30 Cent niedriger im Vergleich zum Hauptimportland Polen, dessen Exporte nach Deutschland in der Folge um 17 % einbüßten. Insgesamt lag der Anteil von Lebensmittelimporten aus China nach Deutschland bei 1,4 Milliarden Euro im Jahr 2011. Von 2005 bis 2010 hat sich der weltweite Umsatz chinesischer Lebensmittelausfuhren auf 41 Milliarden Dollar fast verdoppelt. Im Europäischen Schnellwarnsystem für Lebensmittel und Futtermittel war China im Jahr der Epidemie mit anderen Produkten bereits überproportional häufig vertreten.

## Epidemiologie
Insgesamt waren 390 Einrichtungen in Ostdeutschland betroffen. 10.950 Fälle wurden registriert, von denen 38 im Krankenhaus behandelt werden mussten. In den eingesandten Stuhlproben der Erkrankten wurden die verschiedenen Genotypen Humanes Norovirus I und II einzeln und teils als Mischung nachgewiesen. Eine Erklärung für die Vielfalt der Erregertypen ist eine Fäkalkontamination in der Bewässerung der Erdbeeren im Ursprungsland China. Eine derart großflächige Kontamination durch einzelne Erntehelfer hingegen erscheint unwahrscheinlich. Zudem wurden rekombinante Genotypen II.16/II.13 nachgewiesen, die bislang in Deutschland nicht vorkamen. Die Verbraucherschutzbehörde Sachsen-Anhalt sowie die nationalen Referenzlaboratorien kommen daher zu dem Schluss, dass der Hersteller in China zur Düngung unbehandeltes menschliches Abwasser verwendet hat.
Einzelne Kantinen waren trotz kontaminierter Rohware nicht betroffen, da die Erdbeeren bei der Zubereitung erhitzt wurden. Durch die Aufklärung innerhalb einer Woche konnte der Ausbruch zügig eingedämmt werden. Ein Großteil der Charge war noch nicht verarbeitet und verzehrt worden. Trotz der schnell abklingenden Krankheitsverläufe störte die massenhafte Infektion die Tagesroutine zahlreicher betroffener Familien und Institutionen und führte so zum Eingreifen der Lebensmittelüberwachung.

## Aufklärung
Zur Aufklärung des verantwortlichen Lebensmittels wurden von dem Robert Koch-Institut epidemiologische Fall-Kontroll-Studien durchgeführt. Es konnte ein Zusammenhang zwischen dem Verzehr von Speisen aus tiefgefrorenen Erdbeeren einer Produktionseinheit und Erkrankungen an Brechdurchfall hergestellt werden. Der Lieferant führte daraufhin einen Rückruf durch und sperrte weitere Lagerbestände. Am 8. Oktober 2012 wurde der Ausbruch für beendet erklärt, nachdem das betroffene Lebensmittel nicht mehr im Verkehr war und keine neuen Erkrankungen mehr auftraten. Der Erkrankungsgipfel konnte auf den 25. und 27. September 2012 eingegrenzt werden. Zudem gelang dem Landesamt für Verbraucherschutz Sachsen-Anhalt aus einer konfiszierten Probe der verdächtigen Charge Tiefkühlerdbeeren der Nachweis von Noroviren.
Neben Laboruntersuchungen kamen auch Warenstromanalysen behördlicherseits zum Einsatz. Hierfür wurde ein Krisenstab beim Bundesamt für Verbraucherschutz und Lebensmittelsicherheit bestehend aus Experten der Länder und des Bundesinstituts für Risikobewertung einberufen. Das betroffene Unternehmen gab sämtliche Daten der Lieferkette an die Behörden weiter. Insgesamt 44 Tonnen waren über den Hamburger Hafen eingeführt worden. Durch die Sperrung konnte die Auslieferung von 30,7 Tonnen kontaminierter Ware in fünf weitere Bundesländer verhindert werden.

## Folgen
Da die Erdbeeren mit Natriumhypochlorit desinfiziert wurden, ließen klassische Indikatoren für Fäkalkontamination wie coliforme Bakterien und E. coli den tatsächlichen Hygienestatus nicht erkennen. Die Europäische Union implementierte daraufhin eine Einfuhrkontrolle mit Untersuchungspflicht auf Norovirus bei gefrorenen Erdbeeren aus China mit einer Kontrollhäufigkeit von 5 %. Private Auftragslabore boten ebenfalls verstärkt Norovirusuntersuchungen auch im Bereich Lebensmittelanalytik an.
Nachdem weitere Meldungen im Europäischen Schnellwarnsystem für Lebensmittel und Futtermittel von Norovirus-Nachweisen aus chinesischen Erdbeeren eingestellt wurden, wurde ein Audit in China durch das europäische Food and Veterinary Office durchgeführt. Dabei wurden große Schwächen im HACCP-System der chinesischen Produzenten festgestellt, da kein Produzent die Norovirushygieneproblematik bedacht hatte. Erschwerend kommt hinzu, dass die niedrige Sensitivität nachgelagerter Laboranalysen bei gleichzeitig sehr hoher Infektiosität der Viruspartikel keine zufriedenstellende Garantie für sichere Lebensmittel bieten. Die massenhafte Erkrankung führte zu politischen Forderungen, trotz höherer Preise verstärkt auf saisonale Produkte und regionale Anbieter zu setzen.